# Староприлуцький палац

В Старій Прилуці знаходиться над Десною замок. Від замку до ріки тягнеться вал. Замок Збаразьких існував на місці старого городища (Згар). В 1594 р. біля прилуцького замку було 4000 козацьких осель.
Олександр Борецький (?-1769) побудував у Прилуках палац та заклав тут також парк, каплицю. Утримував також стадо породистих коней. Донька Олександра — графиня Гонората Борецька побудувала у Прилуках костел Св. Анни в 1805 р. та Преображенську церкву 1819 р. В другій половині 19 ст. палац перебудував Чеслав Здиховський.
Останній власник Сергій Мерінг також перебудував або тільки реставрував палац. Достеменно не відомо який був за виглядом палац Борецького. Відомо, що Борецький провадив життя магната і оточував себе відповідним побутом. Також не відомо, що саме було зміненно Чеславом Здеховським та Мерінгом.
В палаці знаходилися картини старих шкіл німецьких та іспанських малярів, а з також роботи Стімлера, Ґроттґера. Виставлені на продаж сином Здеховського картини були оцінені в 100 000 срібних карбованців. Частина галереї Здеховського попала в руки російського уряду. Ще на території знаходяться малі копії сфінксів, ходять легенди що перед смертю доньки Мерінга, донька заховала ляльку з чистого золота вага якої становить приблизно 35 кілограм, та заховала золотий меч. Якщо вірити словам місцевих ще є підземні ходи, але знайти їх дуже тяжко, та скоріш за все вони вже зруйновані.
Нині в колишньому палаці міститься Староприлуцька спеціалізована загальноосвітня школа-інтернат.

## Галерея

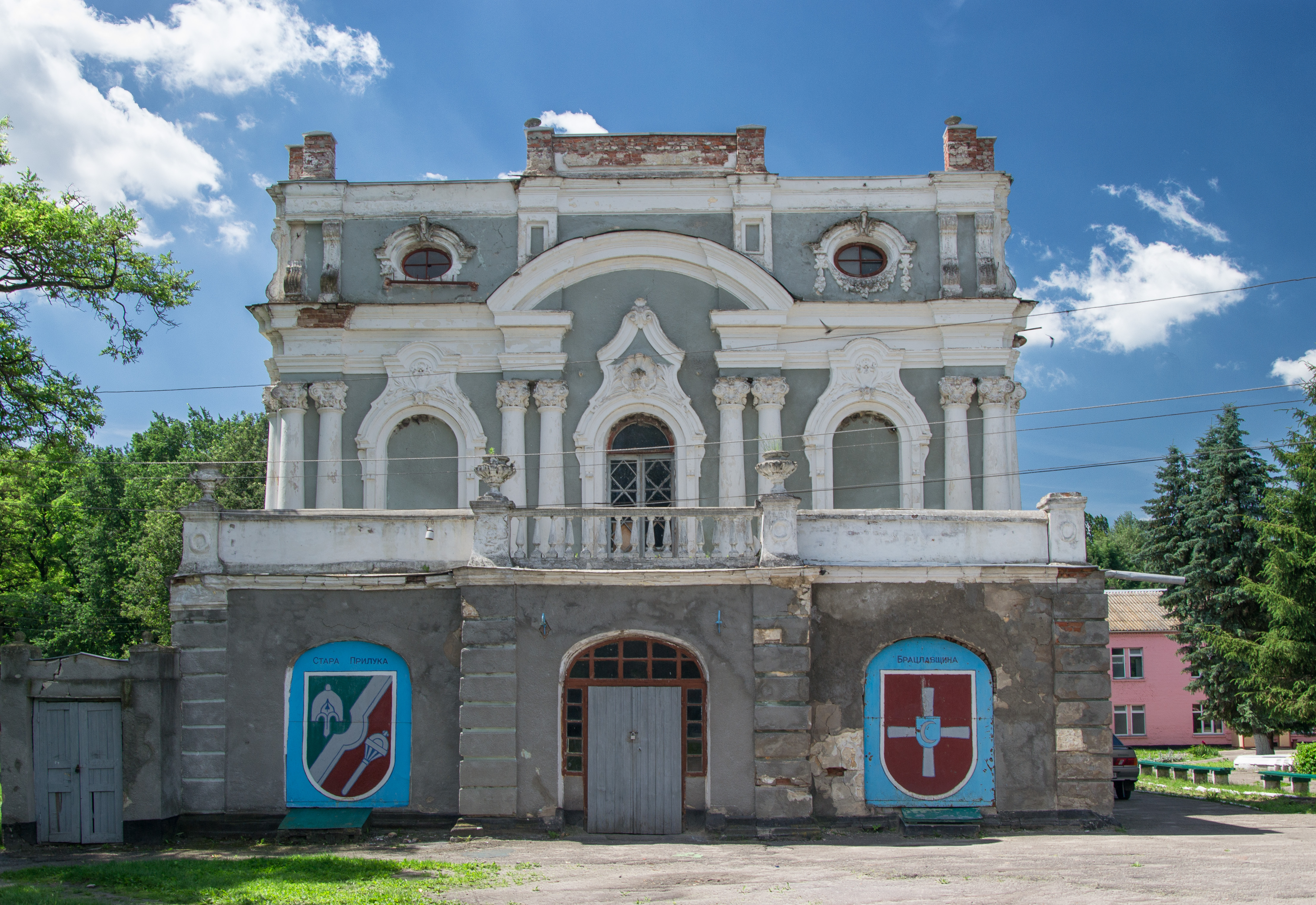
Герби Старої Прилуки та Брацлавщини на палаці
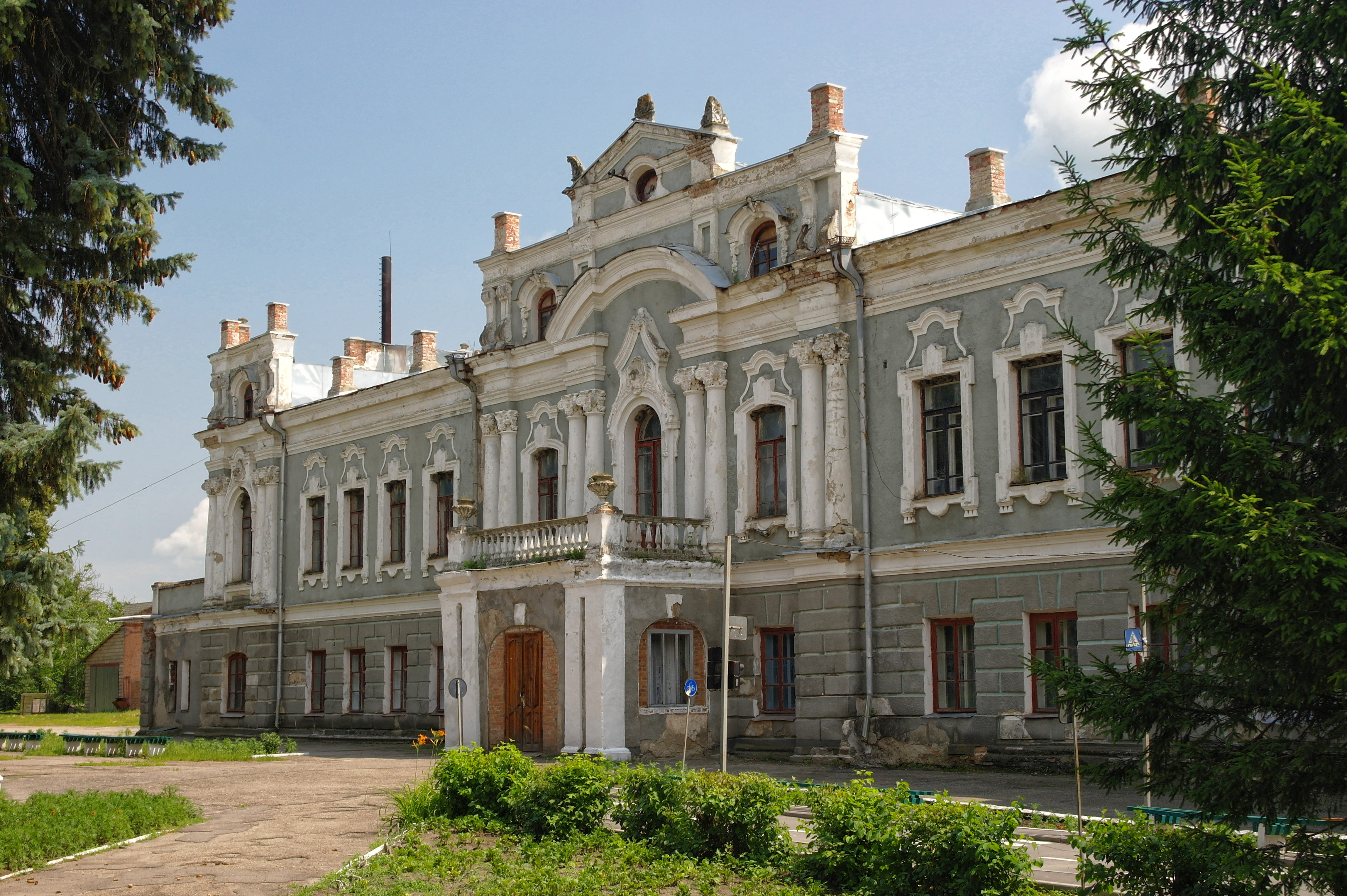
Головний вхід до палацу
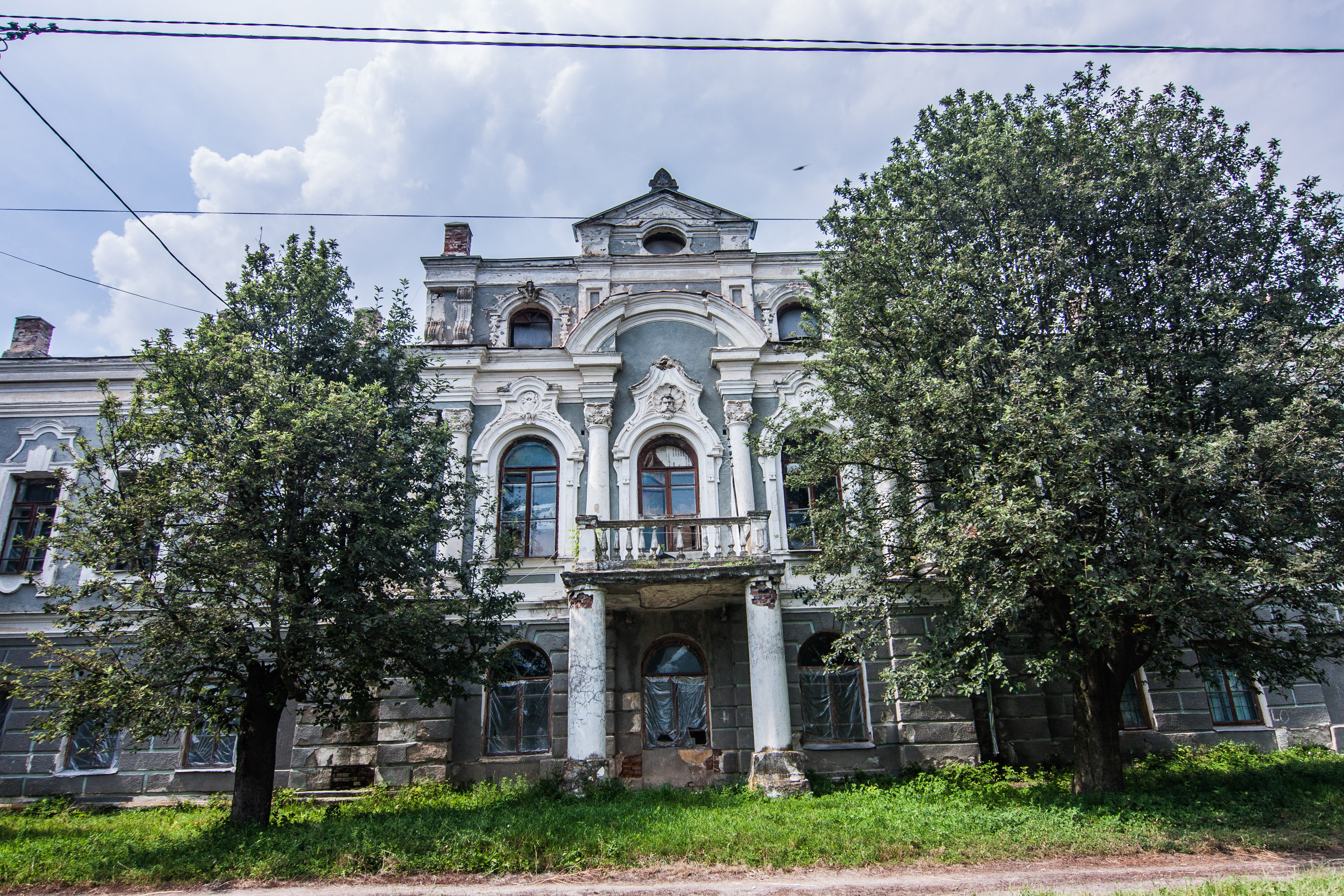
Вигляд палацу з двору
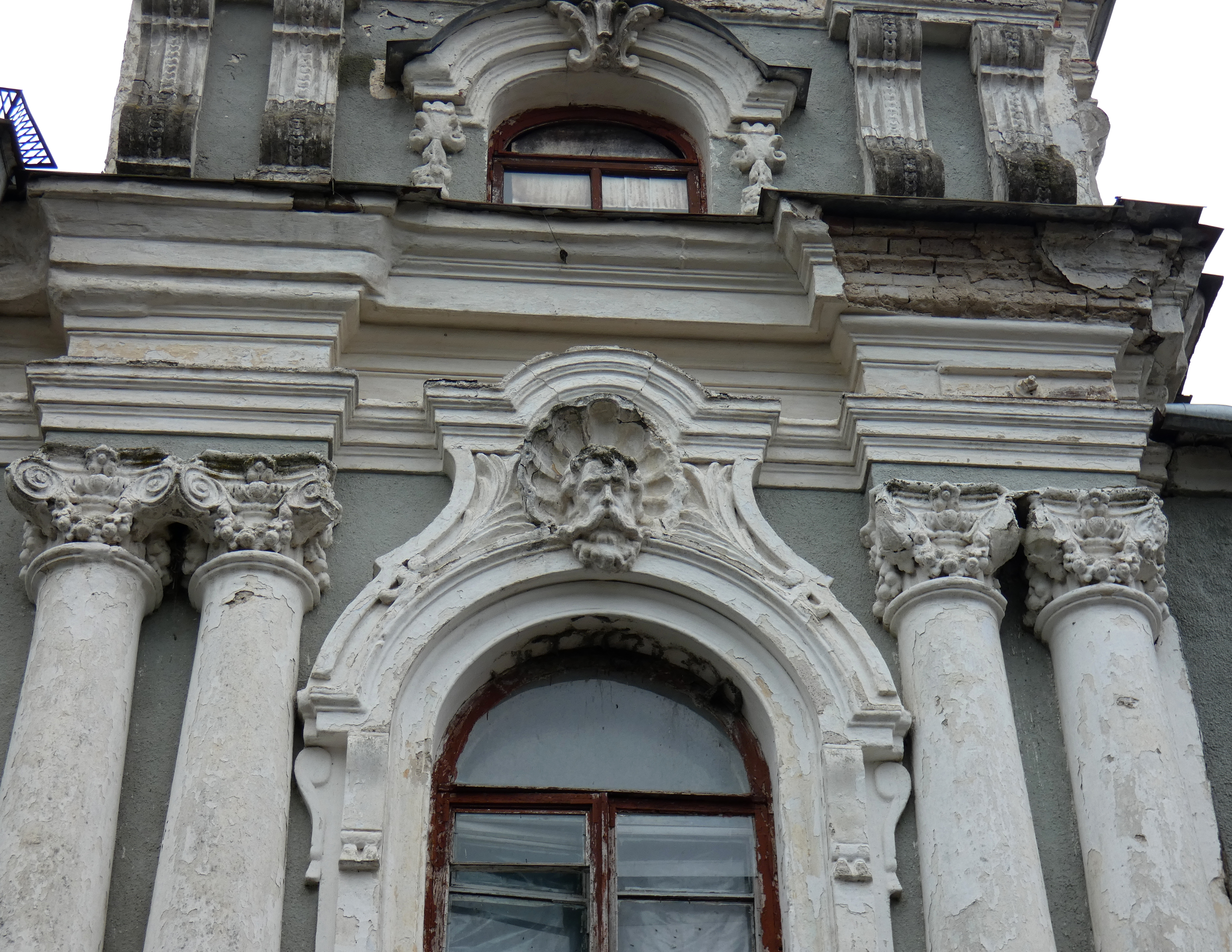
Маскарон
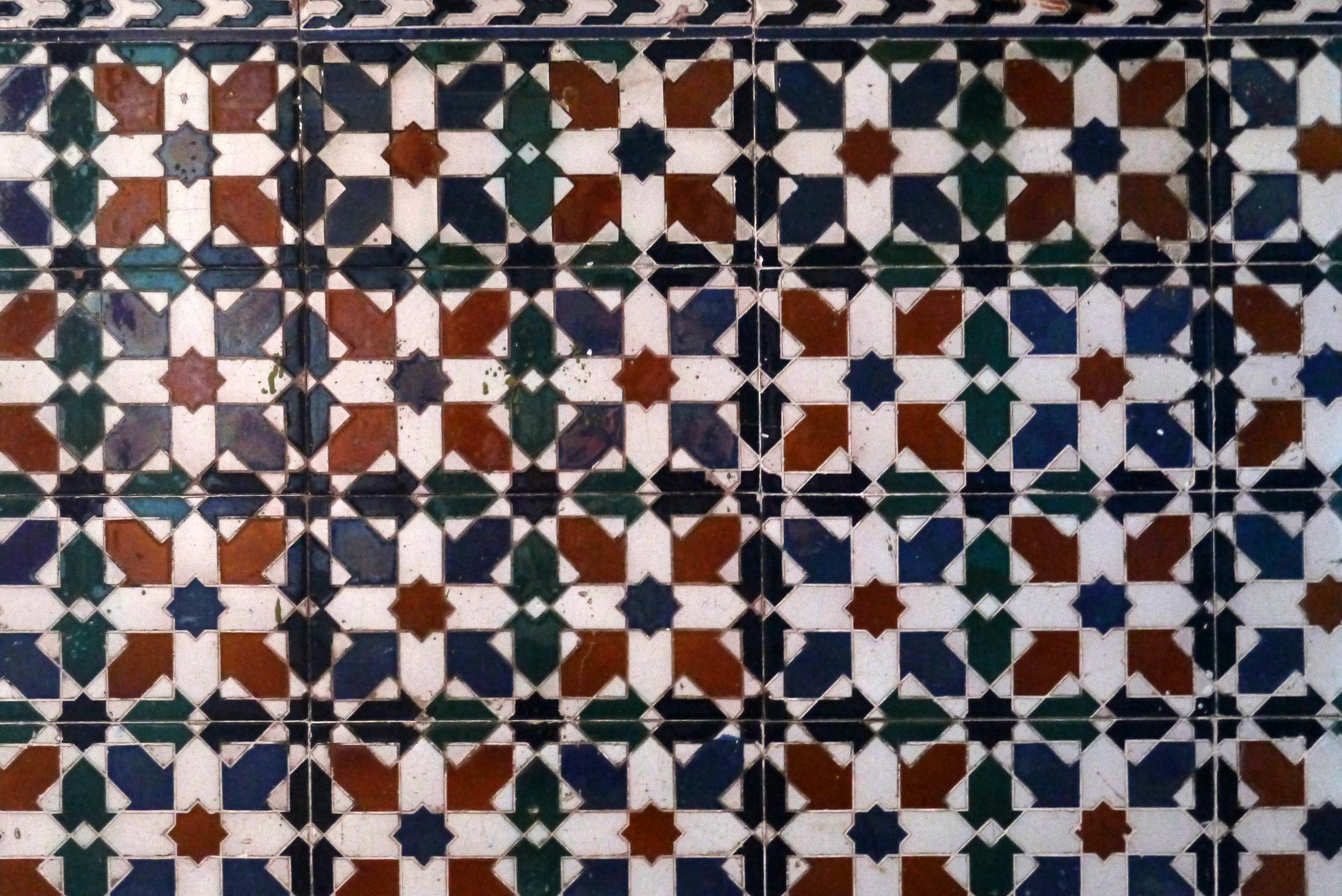
Мозаїчні кахлі на стінах в фойє
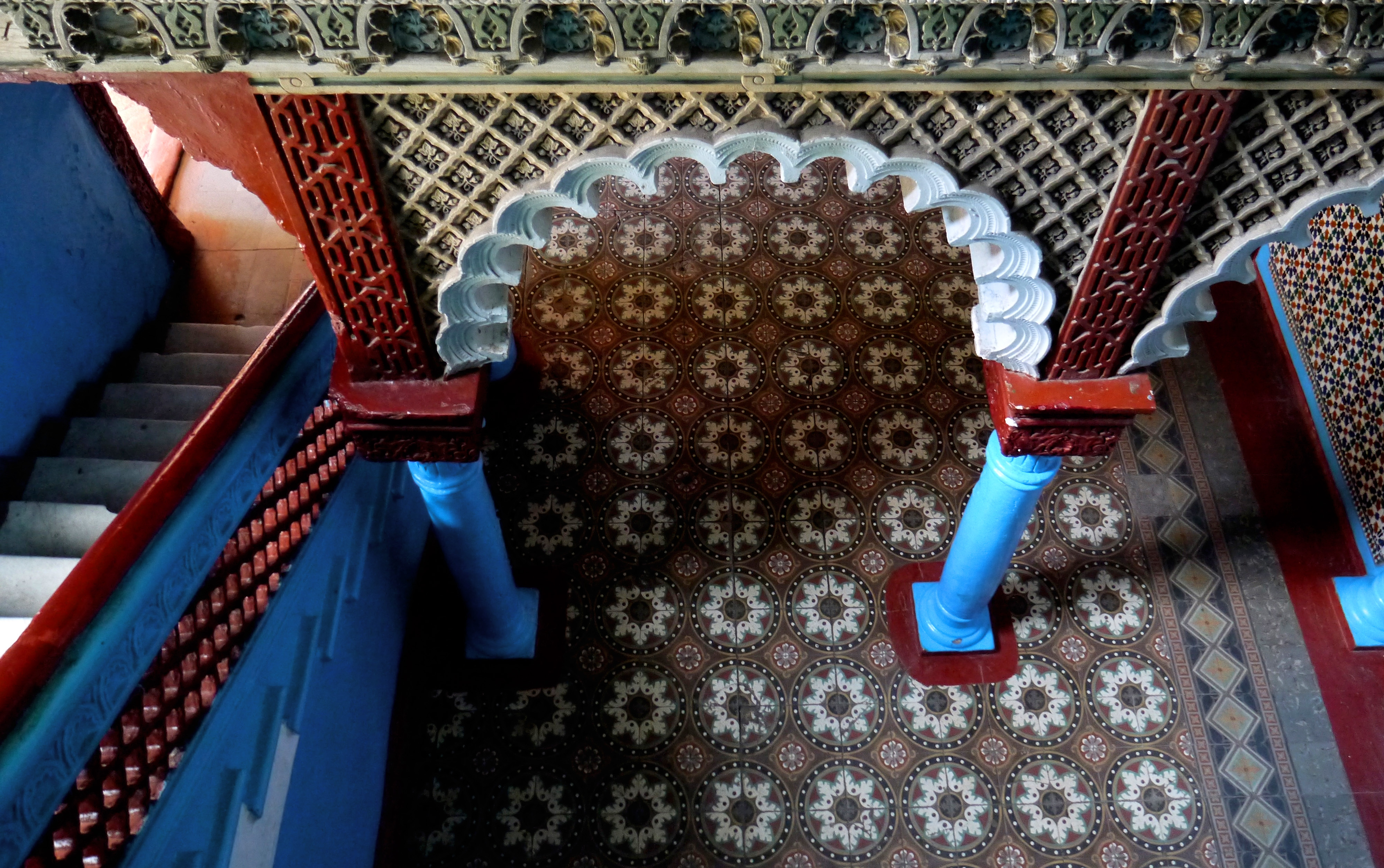
Погляд зі сходів на фойє першого поверху
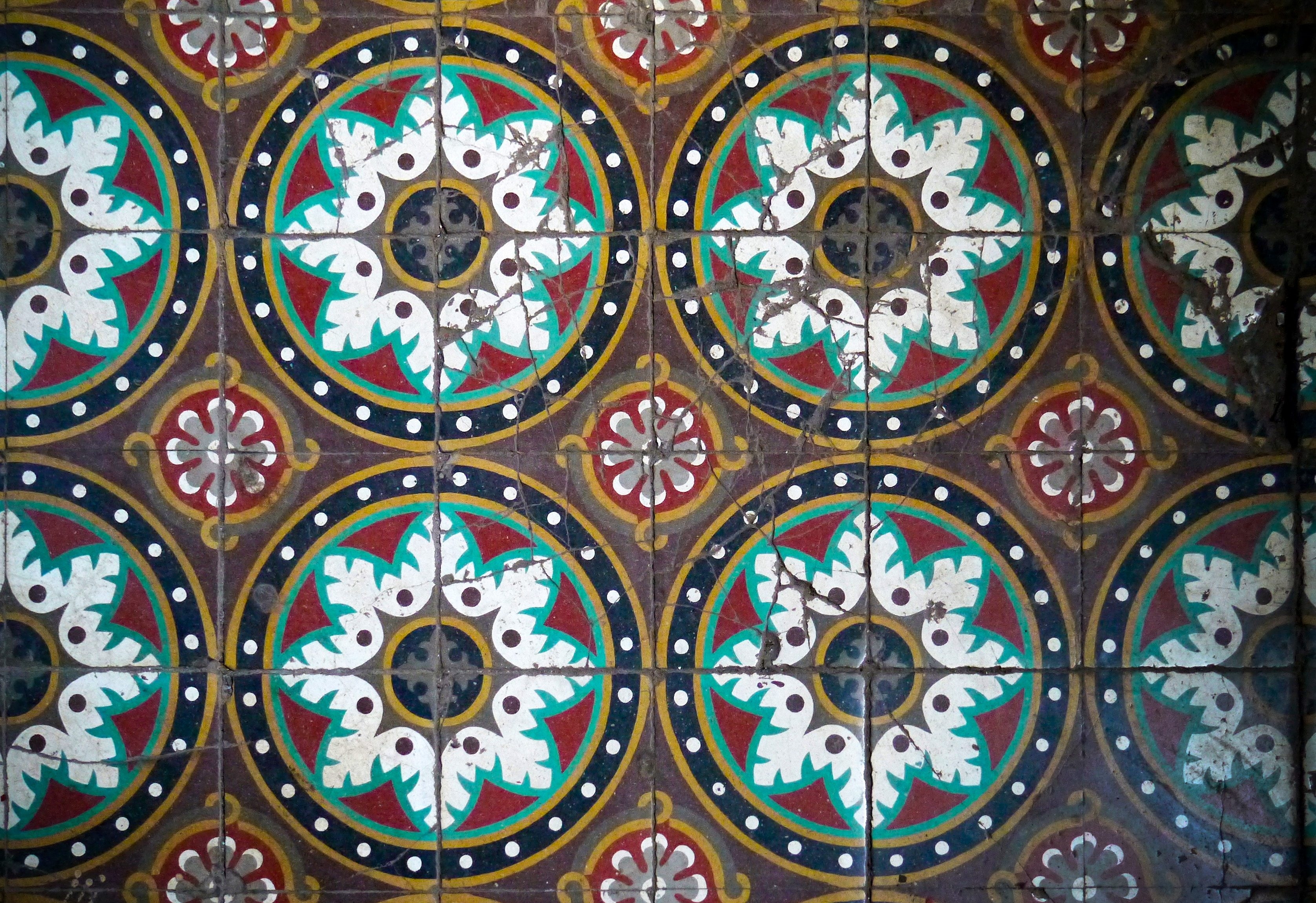
Кахляна підлога палацу
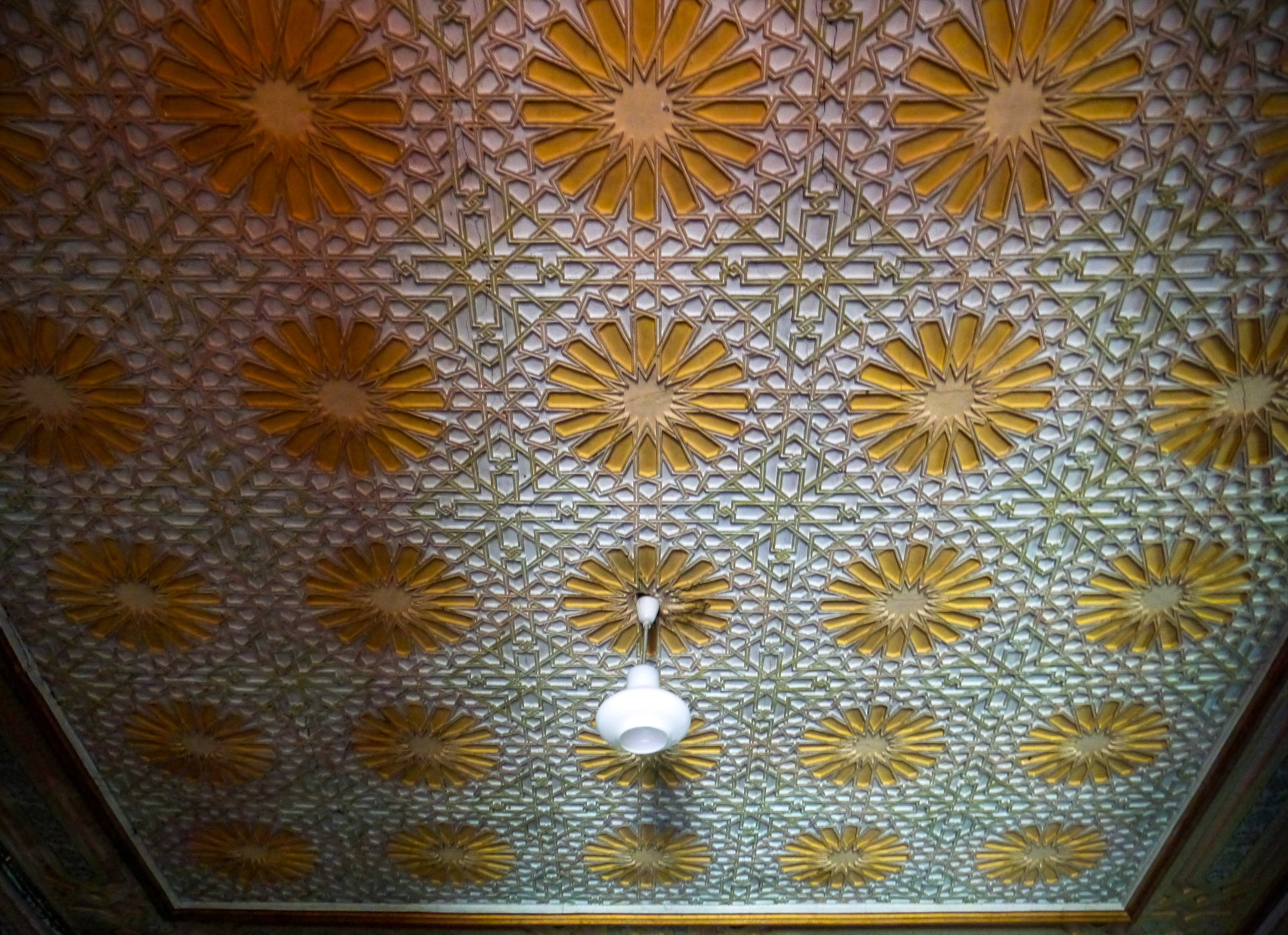
Стеля в фойє палацу
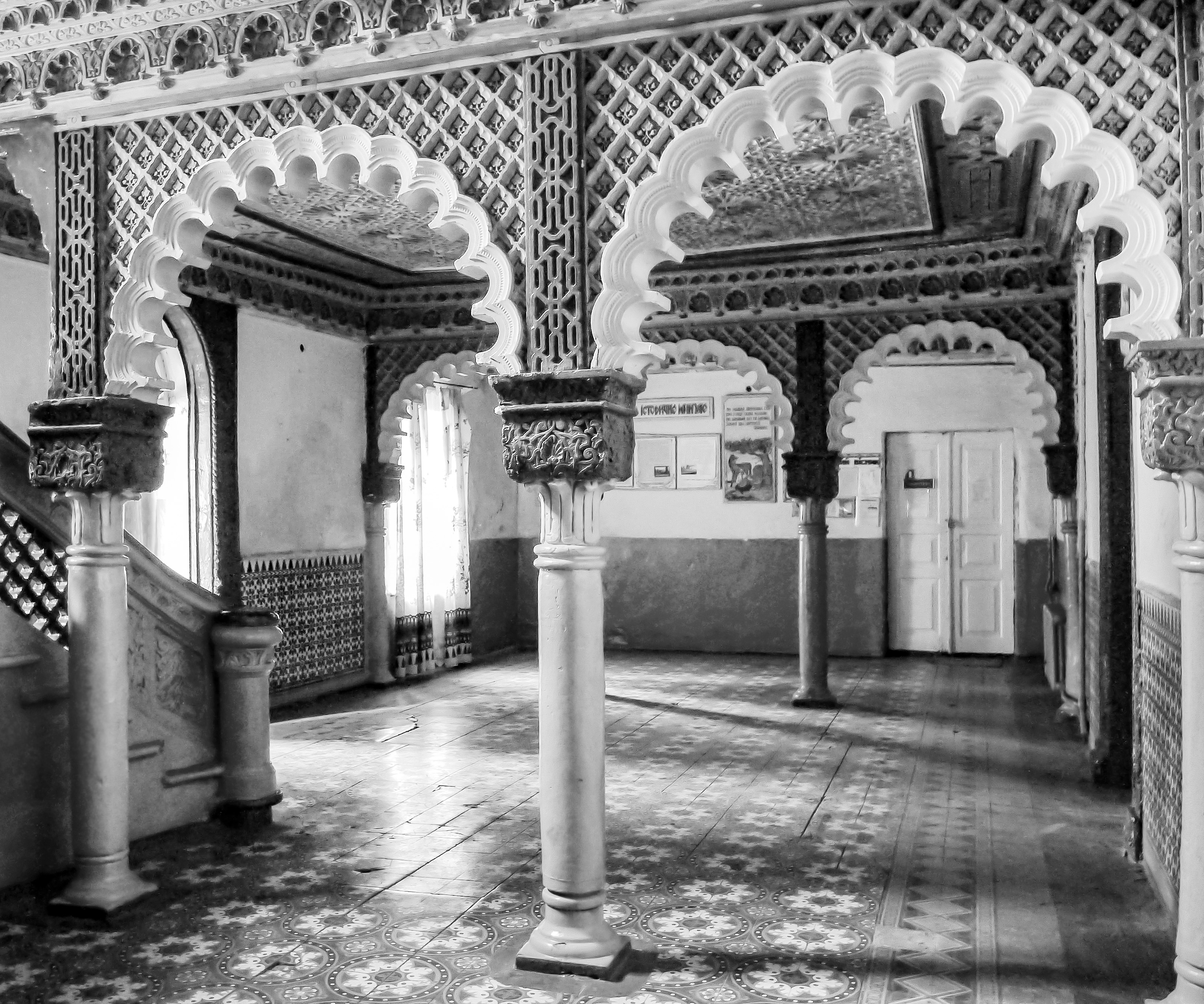
Мавританський стиль оздоблення палацу
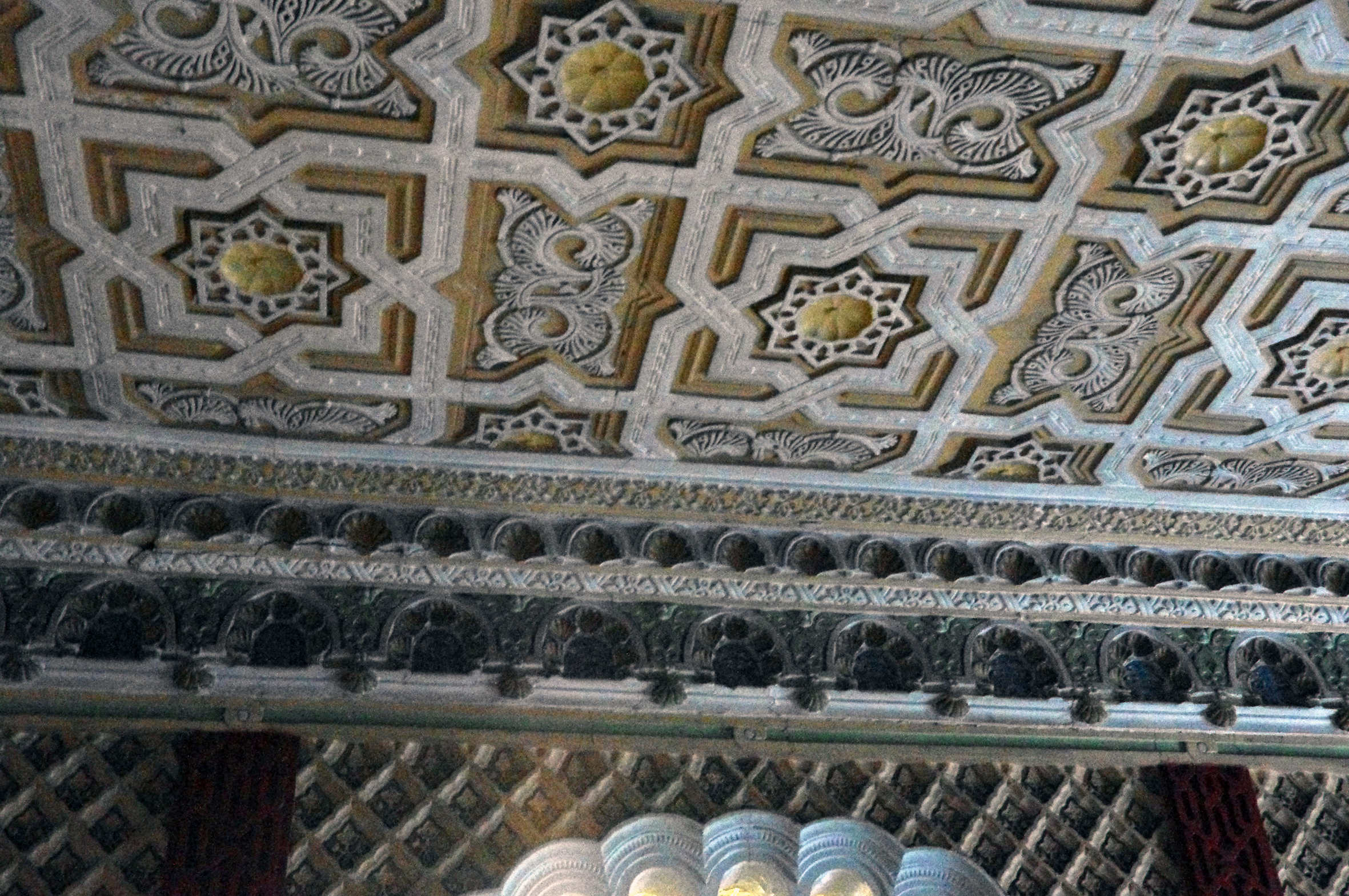
Інтер'єр
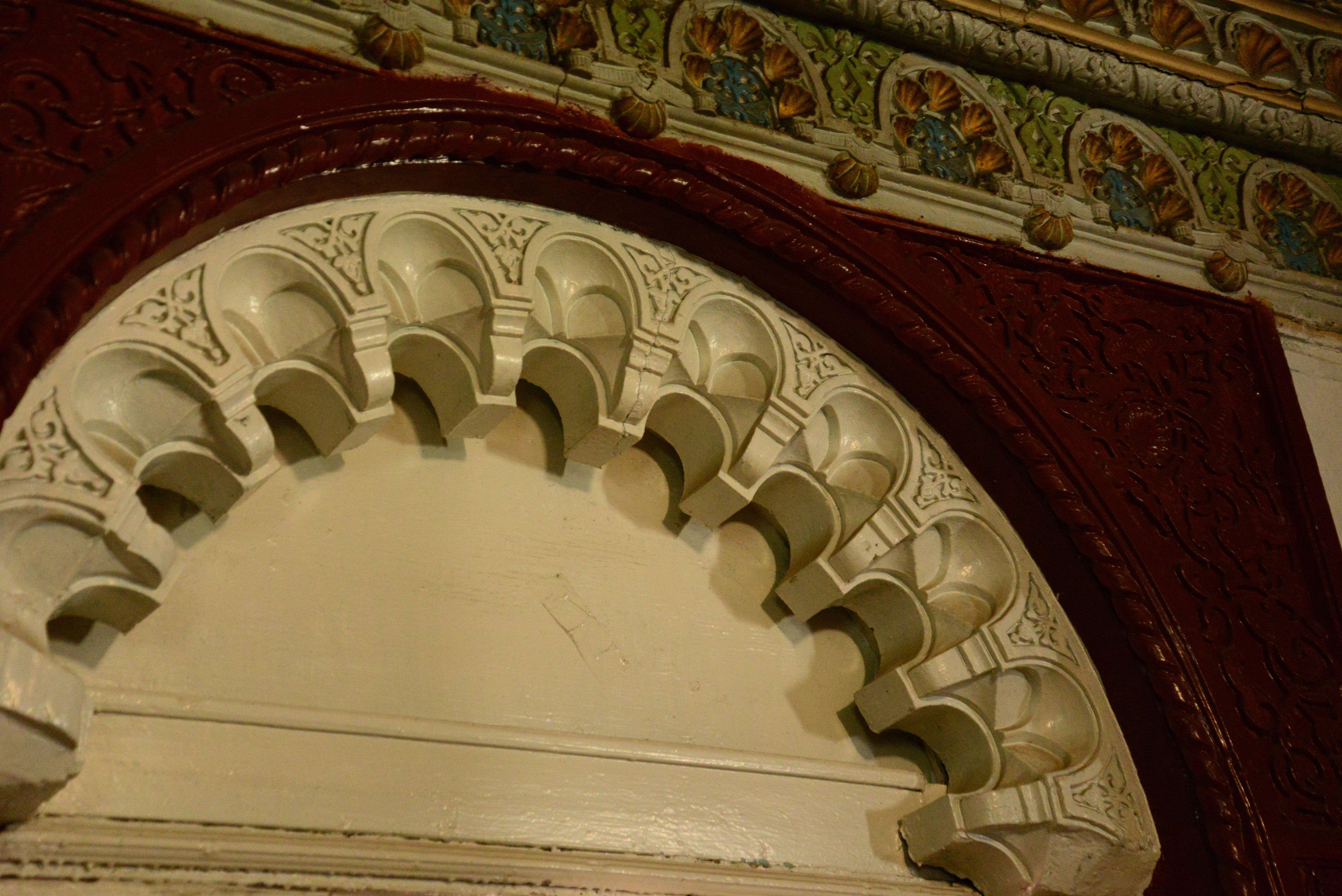
Інтер'єр
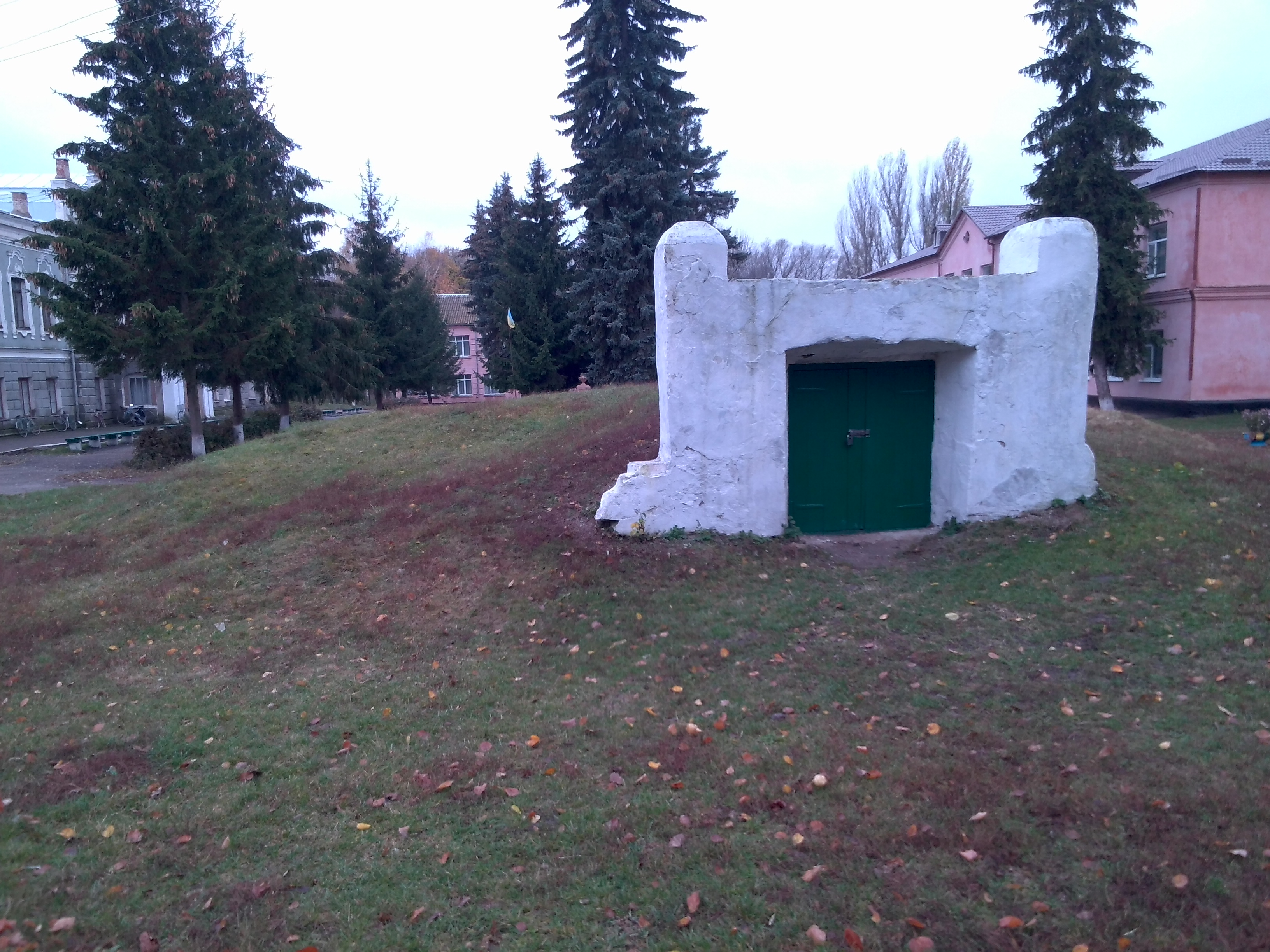
Погріб біля палацу

.

## Мережні ресурси
- Przyłuka // Słownik geograficzny Królestwa Polskiego. — Warszawa : Druk «Wieku», 1888. — Т. IX. — S. 217. (пол.)